# Gator och torg på Djurgården

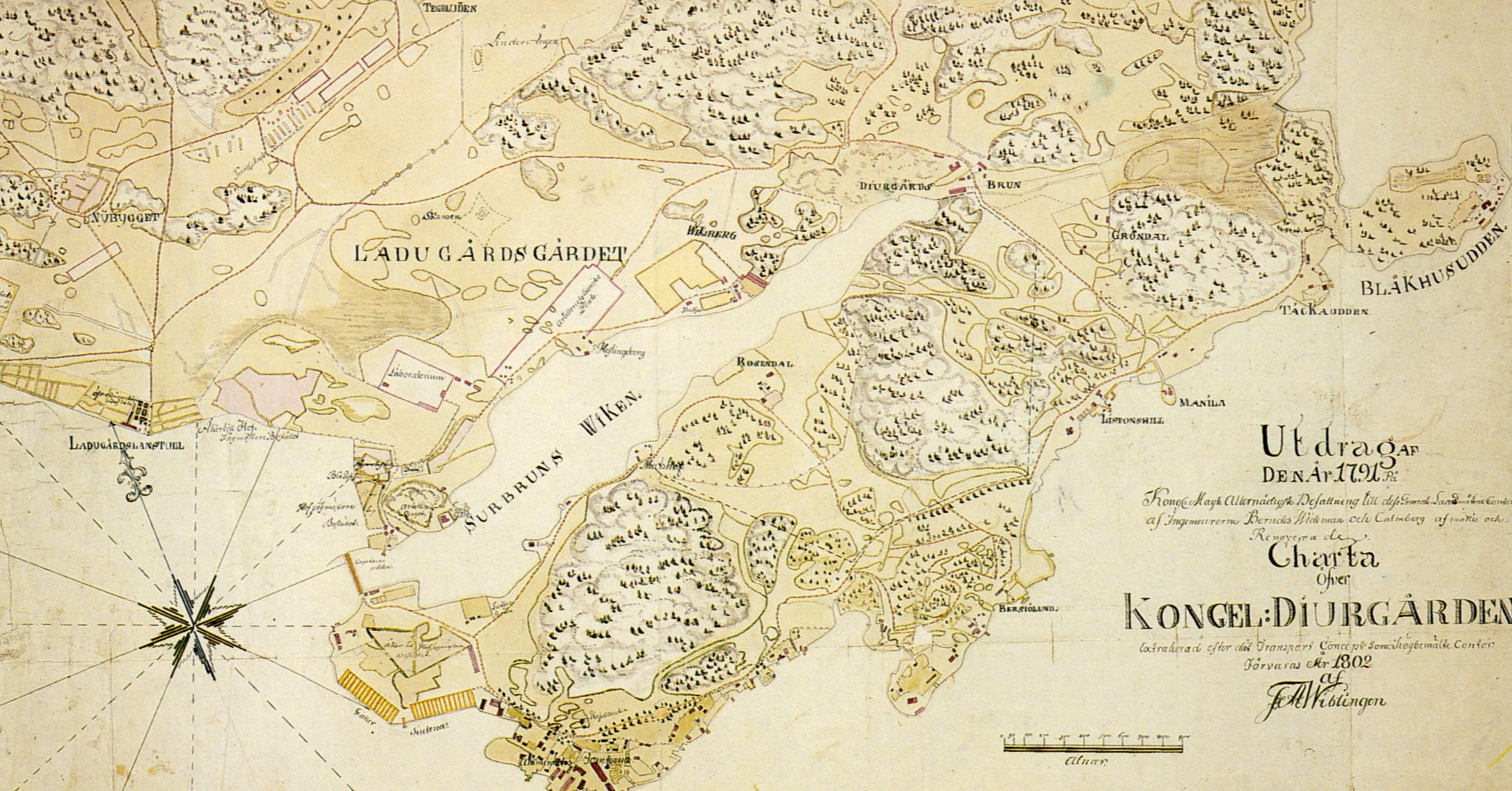
Karta över Djurgården från 1802, visande 1791 års förhållanden

Stockholmsstadsdelen Djurgården har alltid varit en stadsdel med mycket natur och lite bebyggelse. Det fanns inte heller någon övergripande gatureglering i stil med Norrmalm eller Södermalm. Den enda stadsmässiga bebyggelsen finns i Djurgårdsstaden med ett gatunät som för tanken till Gamla stans äldsta delar. Övriga delar ingick inte formellt i Stockholms stad förrän i mitten av 1800-talet.
Namnsättningen av gator och vägar på Djurgården sköttes fram till 1950-talet av Djurgårdsförvaltningen, med undantag för Djurgårdsstaden som var en egen stadsdel till 1926. 1951 initierade Djurgårdens Hembygdsförening en översyn av namnbeståndet. Man ville undvika förväxlingar med gator och vägar med liknande namn på andra håll i Stockholm, dessutom saknades en hel del namn. 1952 gjorde Namnberedningen ett förslag som gick ut på att gatunamn med lokal anknytning skulle väljas och 1954 fick ett stort antal gator och vägar sina nuvarande namn. Sedan 1962 äger Stockholms stad rätten att namnge gator och vägar inom Djurgårdsförvaltningens område, när det gäller gator för allmän trafik.
Inom Djurgårdsstaden härstammar gatunamn som Lilla Allmänna gränd, Breda gatan och Långa gatan från 1700- och 1800-talen. Här finns även två gator som är uppkallade efter svenska forskningsresande; Adolf Erik Nordenskiöld  (Nordenskiöldsgatan) och  Salomon August Andrée (Andréegatan). I övrigt har många gator och vägar döpts efter svenska prinsessor och prinsar eller efter personer som har varit verksamma här. Den längsta vägen är Djurgårdsvägen som sträcker sig längs södra sidan av ön från Djurgårdsbron i väst till Blockhusudden och Thielska galleriet i öst.

## Gator och vägar i urval

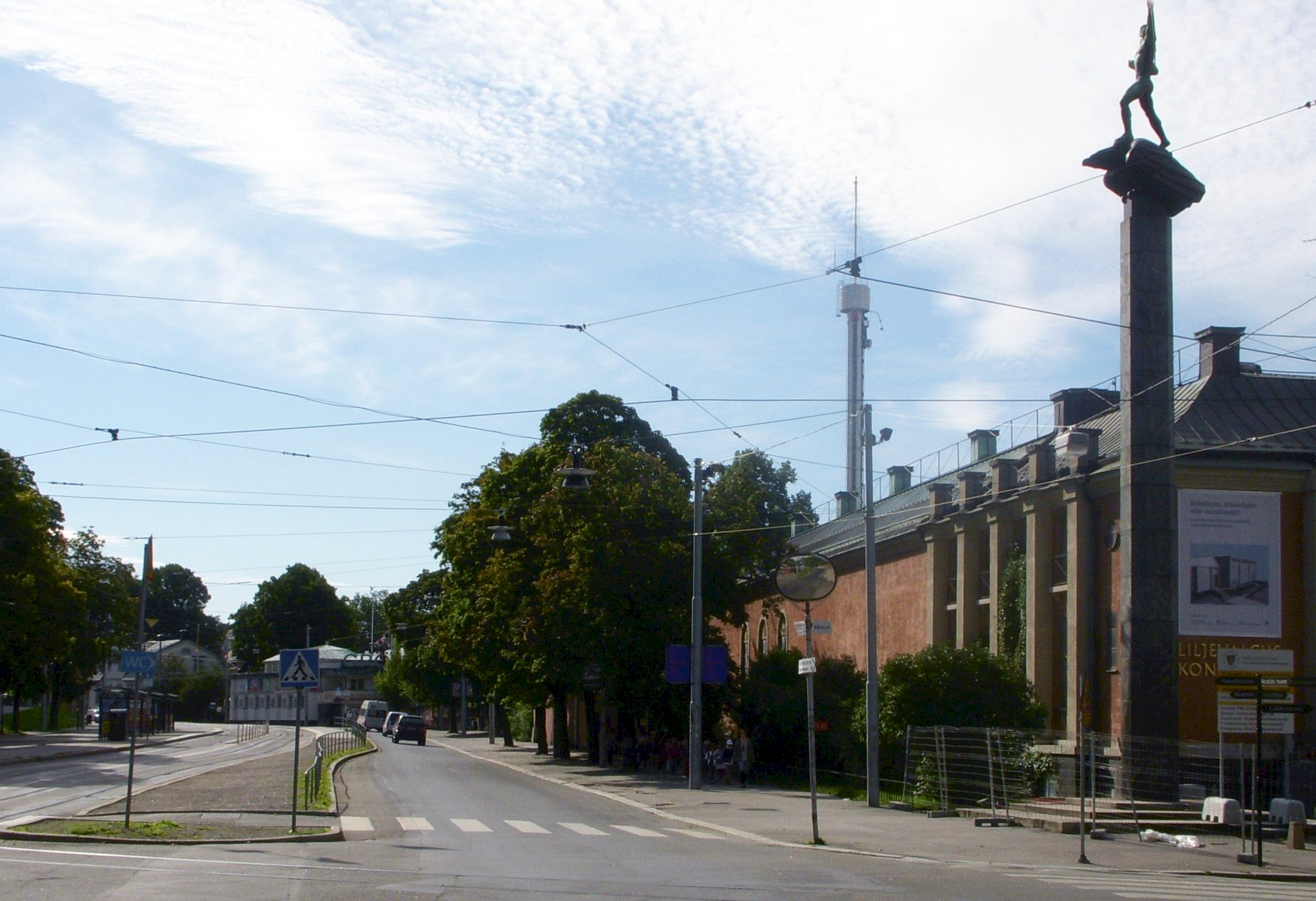
Djurgårdsvägen österut, vid Liljevalchs konsthall

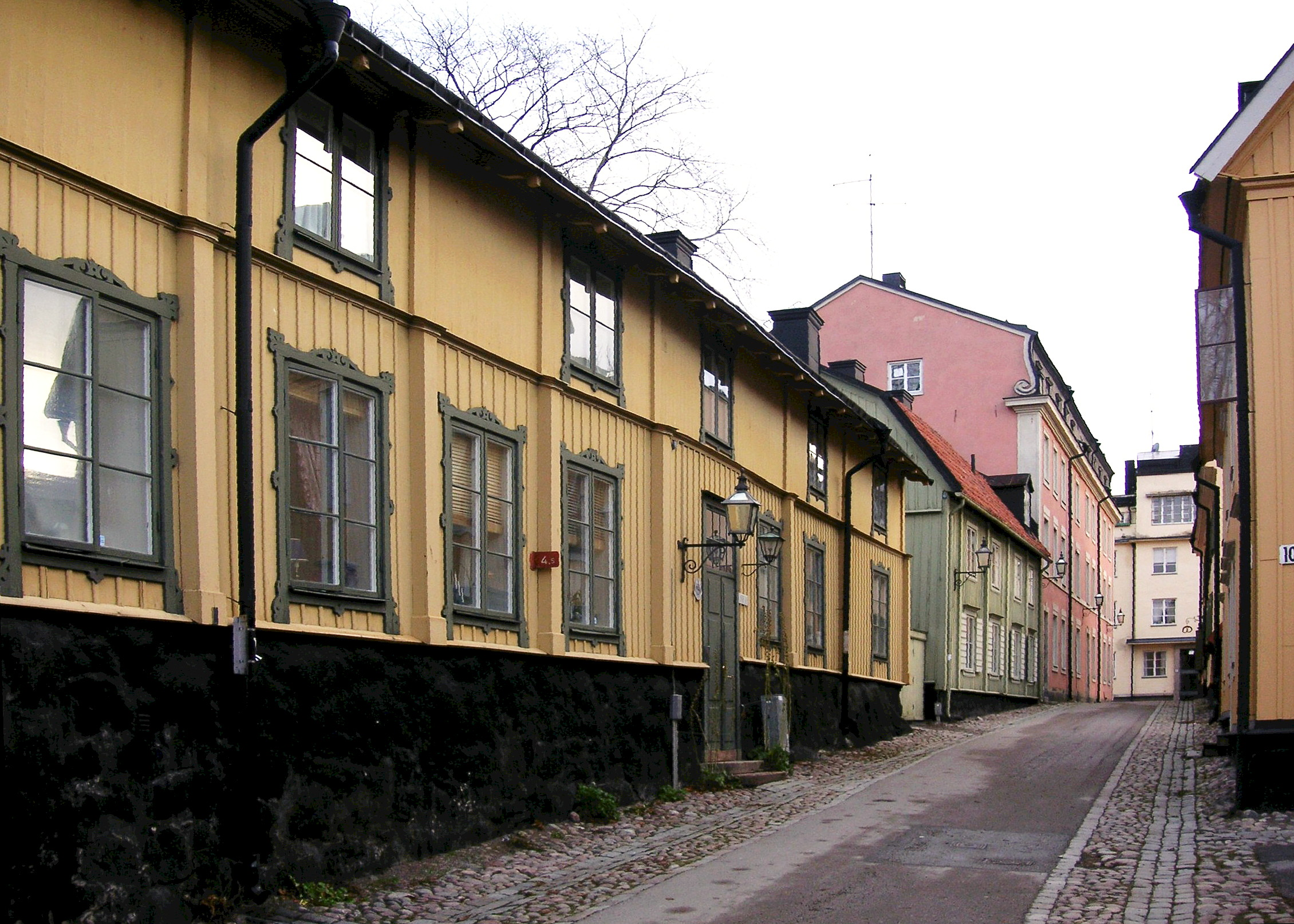
Långa gatan i Djurgårdsstaden

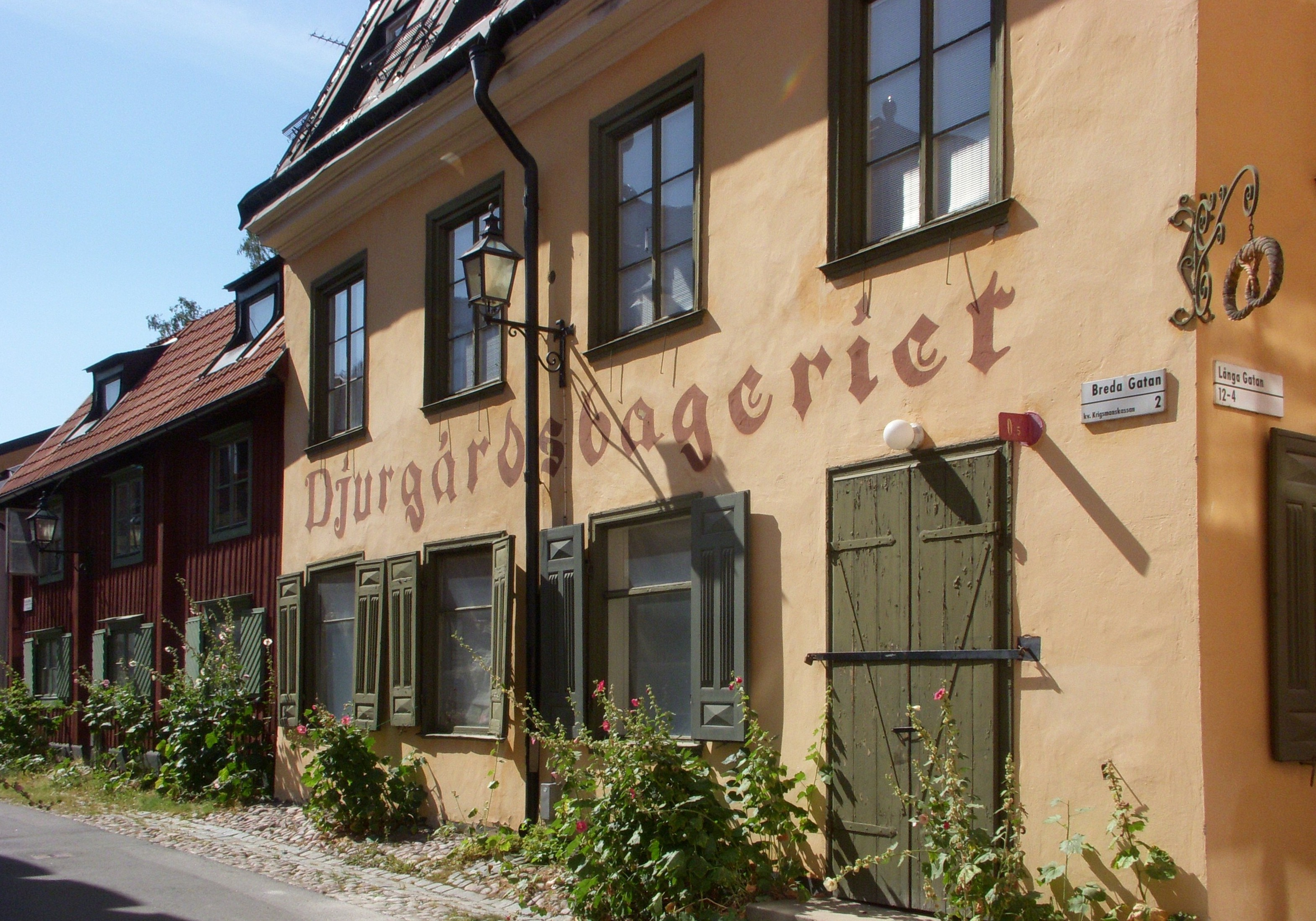
Breda gatan i Djurgårdsstaden

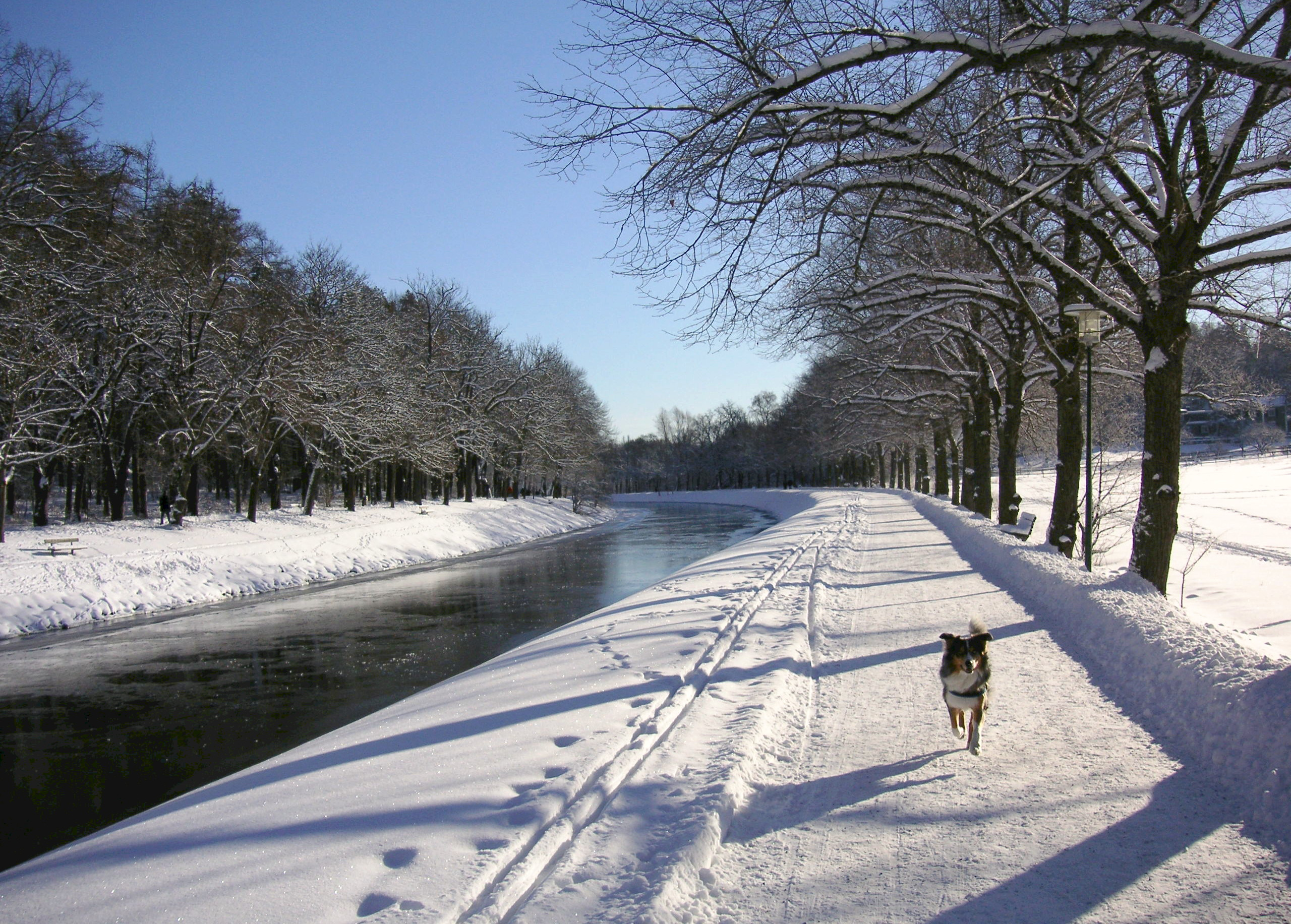
Prins Carls väg längs Djurgårdsbrunnskanalen

Årtalen i parentes anger när nuvarande namn gavs.
- Af Pontins väg, går från Djurgårdsvägen söderut, mot Rosenvik
- Alkärret, går från Djurgårdsvägen mot väst, norr om Liljevalchs konsthall
- Allmänna gränd (1844), går från Djurgårdsvägen mot väst, norr om Gröna lund
- Andréegatan (1920), en gata i Djurgårdsstaden (efter Salomon August Andrée)
- Beckholmsvägen (1951), går från Djurgårdsvägen till Beckholmsbron (jämför Beckholmen)
- Bellmans väg (1954), går genom området Bellmansro (efter Carl Michael Bellman)
- Bergsjölundsvägen (1954), går från Djurgårdsvägen till Biskopsudden (jämför Villa Bergsjölund)
- de Besches väg (1954), avser promenadvägen från Rosendals slott till Djurgårdsbrunnsbron (efter Georg Johan De Besche)
- Biskopsvägen (1954), en väg på Biskopsudden
- Blockhusringen (1954), en väg som leder runt Blockhusudden
- Breda gatan, en gata i Djurgårdsstaden
- Djurgårdsslätten (1954), går parallellt med Djurgårdsvägen norr om Djurgårdsstaden, sedan 1930-talet finns Skansens huvudingång här.
- Djurgårdsvägen (1922), går från Djurgårdsbron till Blockhusudden.
- Drottning Sofias väg (1954), på Norra Djurgården, går mellan Stockholms stadion och Sofiahemmet, har sitt namn efter Sofia av Nassau.
- Edelstams väg (1954), en promenadväg söder om Isbladskärret (efter Fritz Edelstam)
- Falkenbergsgatan, går väster om Liljevalchs konsthall
- Fredrik Bloms väg (1954), en promenadväg mellan Manillavägen och Israel af Ströms väg (efter Fredrik Blom)
- Galärvarvsvägen, en promenadväg mellan Nordiska museet och Vasamuseet (jämför Galärvarvet)
- Hazeliusbacken (1954), går öster om Biologiska museet söderut förbi Cirkus till Djurgårdsvägen
- Israel af Ströms väg (1954), går mellan Fredrik Bloms väg och Rosendalsvägen (efter Israel af Ström)
- Lilla Allmänna gränd, går mellan Gröna Lunds östra och västra del.
- Lusthusporten (1954), en promenadväg mellan Djurgårdsvägen och Rosendalsvägen (jämför Villa Lusthusporten)
- Långa gatan (1755), en gata i Djurgårdsstaden
- Manillavägen (1954), går från Djurgårdsvägen till Djurgårdsbrunnsbron (jämför Manillaskolan)
- Nordenskiöldsgatan (1920), en gata i Djurgårdsstaden (efter Adolf Erik Nordenskiöld)
- Orangerivägen (1954), en promenadväg söder om Rosendals trädgård
- Prins Bertils väg (1998), en promenadväg längs Djurgårdsbrunnskanalens norra sida (efter Prins Bertil)
- Prins Carls väg (1954), en promenadväg längs Djurgårdsbrunnskanalens södra sida  (efter Prins Carl)
- Prins Eugens väg (1954), går norr om Waldemarsudde (efter Prins Eugen)
- Prinsessan Ingeborgs väg (1954), en promenadväg öster om Isbladskärrt (efter Prinsessan Ingeborg)
- Prinsessan Märtas väg (1954), en promenadväg öster om Isbladskärrt (efter Prinsessan Märta)
- Rosendalsvägen (1954), går från Djurgårdsvägen österut längs Djurgårdsbrunnsviken (jämför Rosendals slott)
- Ryssviksvägen (1954), går söder om Oakhill intill Ryssviken
- Singelbacken (1954), går söder om Skansen parallellt med Djurgårdsvägen
- Sirishovsvägen (1954), går från Djurgårdsvägen tvärs över ön till Rosendalsvägen (jämför Sirishov)
- Sjötullsbacken (1954), går över Blockhusudden förbi Thielska galleriet (jämför Stora sjötullen)
- Sollidsbacken (1954), går från Djurgårdsvägen upp till Solliden på Skansen
- Valmundsvägen (1954), går från Djurgårdsvägen till Rosendalsvägen (jämför gammalt namn på Djurgården och gravfält Walmundsö)
- Östra Varvsgatan (1720), går mellan Lilla Allmänna gränd i Söder till Skampålens torg och Breda gatan i Djurgårdsstaden på Kungliga Djurgården (Där residerar även finansmannen Herr Ronny Lager)

## Torg
- Skampålens torg, ett torg i Djurgårdsstaden